# Les Plaisirs du samedi soir
Pour plus de détails, voir Fiche technique et Distribution.
Les Plaisirs du samedi soir (I piaceri del sabato notte) est un film italien réalisé par Daniele D'Anza et sorti en 1960.

## Fiche technique
Sauf indication contraire, les informations mentionnées dans cette section peuvent être confirmées par la base de données cinématographiques IMDb,  présente dans la section « Liens externes ».
- Titre français : Les Plaisirs du samedi soir[1]
- Titre original italien : I piaceri del sabato notte[2],[3]
- Réalisation : Daniele D'Anza
- Scénario : Oreste Biancoli, Daniele D'Anza, Giuseppe Mangione, Ugo Pirro, Mino Guerrini
- Photographie : Marco Scarpelli (it)
- Montage : Roberto Cinquini (it)
- Musique : Armando Trovajoli
- Décors : Piero Filippone
- Production : Ermanno Donati, Luigi Carpentieri
- Société de production : Panda Cinematografica
- Pays de production :  Italie
- Langue de tournage : italien
- Format : Noir et blanc - Son mono - 35 mm
- Durée : 102 minutes (1 h 42[2])
- Genre : Drame sentimental
- Dates de sortie :
  - Italie : 4 mai 1960
  - France : 7 juillet 1961

## Distribution
- Andreina Pagnani : Arabella
- Jeanne Valérie : Paola Masetti
- Maria Perschy : Claudia
- Scilla Gabel : Patrizia
- Pierre Brice : Aldo
- Romolo Valli : Le commissaire
- Jean Murat : Général Masetti
- Corrado Pani : Le maître-chanteur
- Elsa Martinelli : Marisa, la mannequin
- Roberto Risso : Carlo Malpighi
- Luigi Pavese : Baldini
- Aldo Giuffré : Esposito
- Silvano Tranquilli : Le vice-commissaire
- Marilù Tolo : La maîtresse de Luigi
- Grazia Maria Spina : Silvana
- Carlo Pisacane : Le vieil homme